# رئيس مهندسين

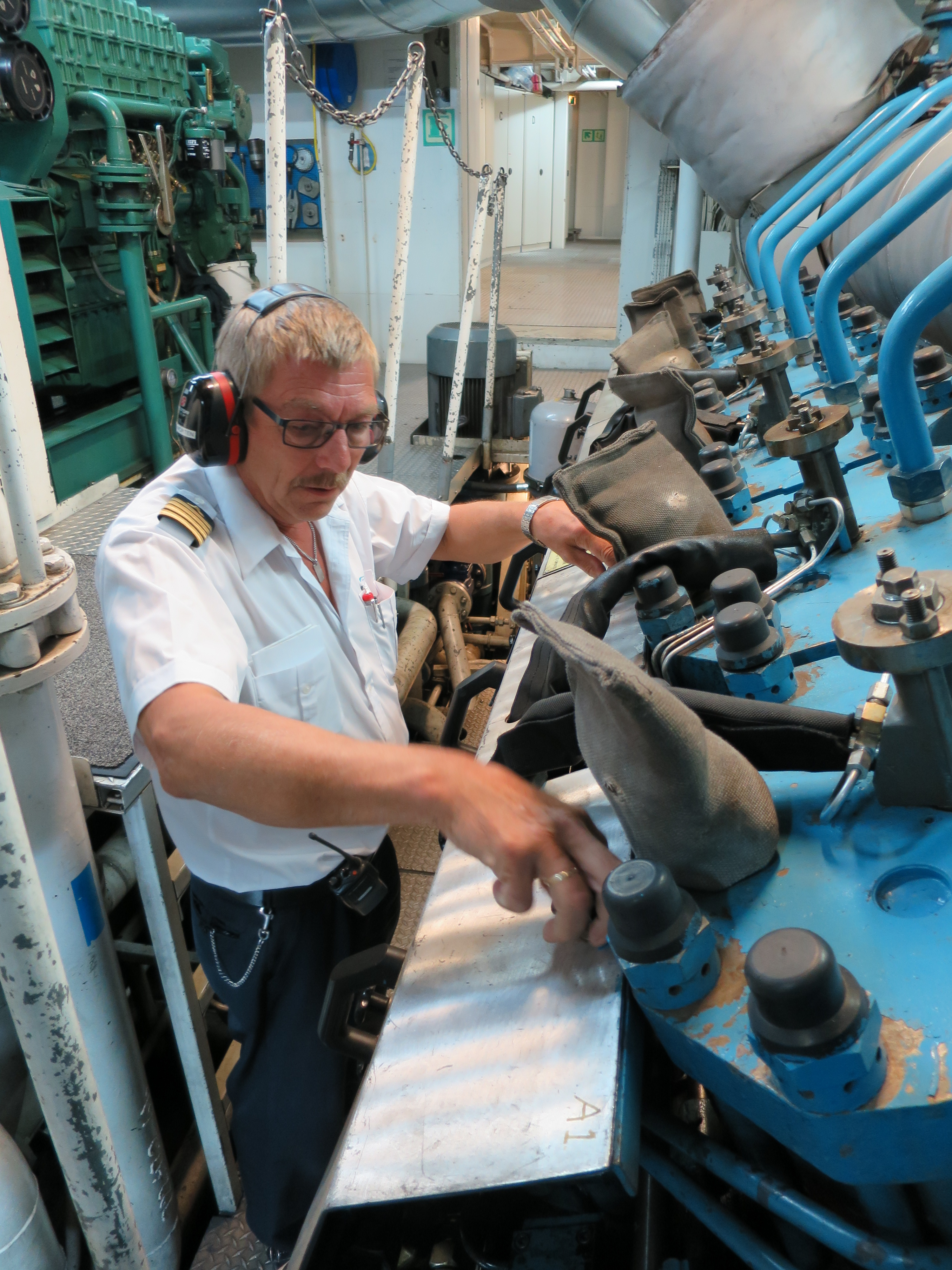
رئيس المهندسين في غرفة المحرك، أول مرة على الإطلاق، لعبَّارة نرويجية

رئيس المهندسين هو أعلى بحار مرخص (ضابط محرك) لقسم المحرك على متن السفينة ( تجارية) ويتولى القيادة العامة ومسؤولية ذلك القسم. وفي رتبة كبير مهندسين تعادل رتبة قبطان السفينة. يجب أن يتمتع بمهارات تواصل وقيادة ممتازة لأنه شخص يشغل أحد أهم الأدوار على متن السفينة. ويُتوقع منهم العمل بانتظام إلى جنب أفراد الطاقم الآخرين والمستشارين الخارجيين، والأهم من ذلك، تقديم التوجيه لفريقهم.